# Loma Larga, Puebla
Loma Larga är en ort i Mexiko.   Den ligger i kommunen Ixtacamaxtitlán och delstaten Puebla, i den sydöstra delen av landet, 130 km öster om huvudstaden Mexico City. Loma Larga ligger 2 490 meter över havet och antalet invånare är 120.
Terrängen runt Loma Larga är kuperad. Runt Loma Larga är det ganska tätbefolkat, med 62 invånare per kvadratkilometer. Närmaste större samhälle är Chignahuapan, 19,3 km nordväst om Loma Larga. Trakten runt Loma Larga består i huvudsak av gräsmarker.